# Konoe Iehiro
Konoe Iehiro (近衛 家熈?   1667 – 1736) fue un kuge (cortesano) que actuó de regente durante la era Edo. Fue hijo del regente Konoe Motohiro.

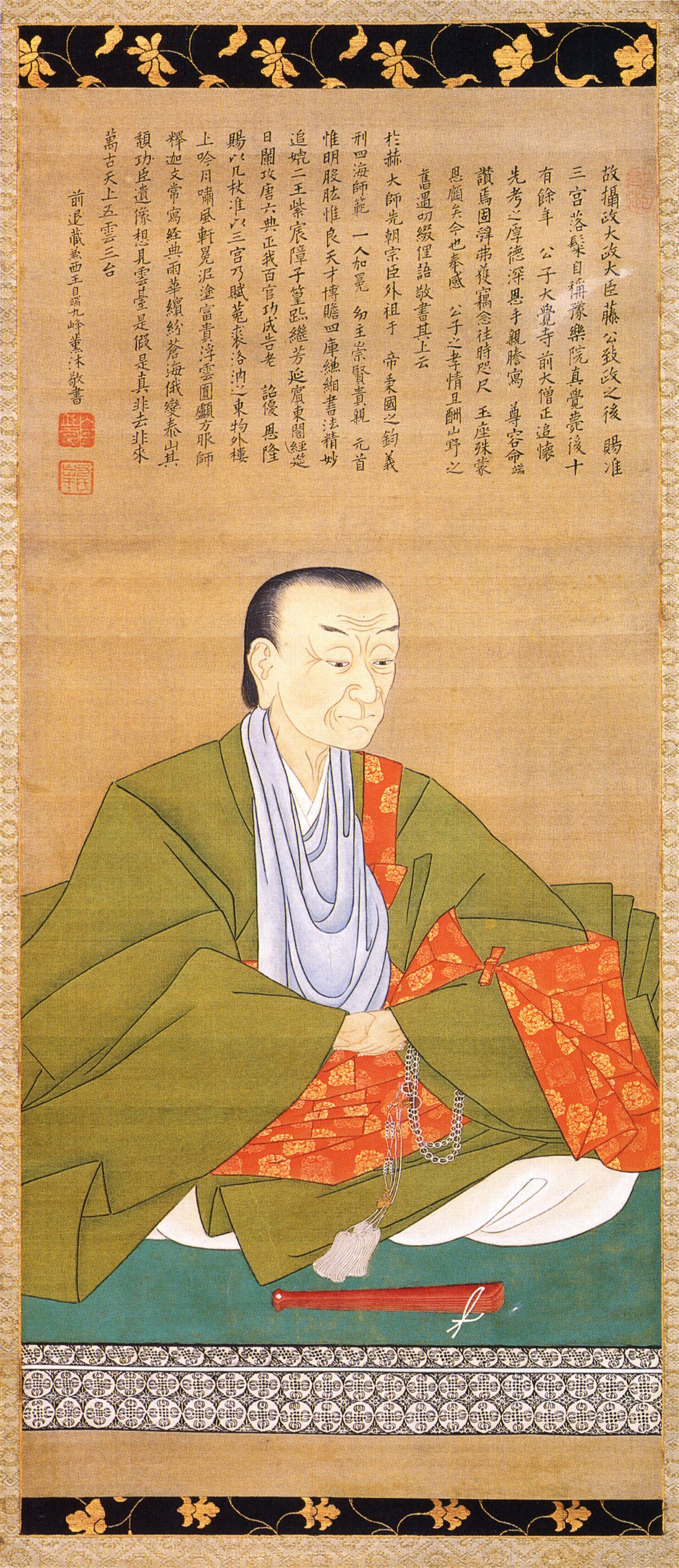
Retrato de Konoe Iehiro (1736).

Ocupó la posición de kanpaku del Emperador Higashiyama entre 1707 y 1709 y sesshō del Emperador Nakamikado entre 1709 y 1712.
Tuvo como consorte a una hija del Emperador Reigen y tuvieron varios hijos, tales como:
- Konoe Iehisa
- Una consorte de Tokugawa Tsugutomo, sexto líder del Owari han
- Takatsukasa Fusahiro
- Takatsukasa Hisasuke